# Tribunal de Contas (Angola)
O Tribunal de Contas (TdC) é o órgão máximo de Angola de fiscalização da legalidade das finanças públicas e de julgamento das contas que a lei sujeita à sua jurisdição. Sua competência e existência são regulados pelo Art. 182 da Constituição de Angola.
O Presidente, o Vice-Presidente e os demais juízes conselheiros do Tribunal de Contas são nomeados pelo Presidente da República dentre magistrados e não magistrados e juízes do Tribunal de Contas, seguindo a deliberação do Conselho Superior da Magistratura Judicial.
É um dos quatro tribunais superiores do país, ao lado do Tribunal Constitucional, do Tribunal Supremo e do Supremo Tribunal Militar.

## Competências
O Tribunal de Contas tem a competência de fiscalizar a actividade financeira do Estado e demais pessoas colectivas públicas que a Lei determinar. E estas competências resumem-se em três pilares fundamentais:
- Emitir o Parecer à Conta Geral do Estado,
- Fiscalizar preventivamente a legalidade dos actos e contratos geradores de despesas públicas;
- Efectivação de Responsabilidades Financeiras Reintegratórias e sancionatórias.

O Tribunal de Contas tem a sua sede em Luanda, na Rua 17 de Setembro, na zona da Cidade Alta.

## Histórico
No bojo do golpe de Estado de 1917 em Portugal, cria-se em Luanda o primeiro órgão de natureza de controle jurídico-administrativo denominado Tribunal do Contencioso e de Contas, legalmente estabelecido a partir da redação e aprovação da "Carta Orgânica" da Província pelo Decreto n.º 3621.
No ano de 1920 seria aprovado o regulamento provisório, com providência de quadros e vencimento de pessoal para o Tribunal. Porém, em 1926, no bojo de mais um golpe de Estado em Portugal, foram extintos os tribunais existentes nas colónias, com as atribuições dos de natureza administrativa e de contas ficando com o Conselho de Finanças.
Reformas de 1930, 1933 e 1951 tentaram, sem sucesso, recriar tribunais de natureza administrativa e de contas em Angola. Somente em 4 de dezembro de 1954, pelo Decreto-Lei n.º 39953, é que foi recriado o Tribunal de Contas da Província de Angola.
Mesmo após a independência de Angola, em 1975, o Tribunal de Contas continuou a existir no quadro jurídico-político do Estado como Tribunal Administrativo. Porém, na década de 1980, com o conflito civil em seu ápice, e diante da fragilização e crise do sistema comunista, ocorreu a extinção por desuso do Tribunal Administrativo em 1988.
Em 1992, com a revisão da Constituição de Angola de 1992, foi consagrada existência de um tribunal de controle e contas; e pelo Art. 125 da Lei n.º 23, de 16 de setembro de 1992, efetivamete recria-se o Tribunal de Contas. Somente em 12 de abril de 1996 é que seria aprovada a Lei Orgânica do Tribunal de Contas.
Em 2001 ocorre a tomada de posse de Julião António como o primeiro Juiz-Conselheiro Presidente, permanecendo na condução do Tribunal até dezembro de 2017. Durante seu mandato ainda ocorreu a revisão da Lei Orgânica e Processo do Tribunal de Contas, regida pela Lei n.º 13, de julho de 2010.
Em julho de 2018 Exalgina Renée Vicente Olavo Gambôa tornou-se a primeira mulher a ser nomeada Juíza-Conselheira Presidenta do Tribunal. Porém, em fevereiro de 2023, renunciou às suas funções após ser constituída arguida por suspeita de corrupção. Em junho de 2023 assumiu, em seu lugar, Sebastião Domingos Gunza.